# Wijken en buurten in Maasdriel
De Nederlandse gemeente Maasdriel is voor statistische doeleinden onderverdeeld in wijken en buurten. De gemeente is verdeeld in de volgende statistische wijken:
- Wijk 00 Kerkdriel (CBS-wijkcode:026300)
- Wijk 01 Ammerzoden (CBS-wijkcode:026301)
- Wijk 02 Hedel (CBS-wijkcode:026302)
- Wijk 03 Heerewaarden (CBS-wijkcode:026303)
- Wijk 04 Rossum (CBS-wijkcode:026304)

Een statistische wijk kan bestaan uit meerdere buurten. Onderstaande tabel geeft de buurtindeling met kentallen volgens het Centraal Bureau voor de Statistiek (2008):
| CBS-buurtcode | Buurtnaam                                      | Inwonertal | Opp. totaal (ha) | Opp. land (ha) | Ligging                |
| ------------- | ---------------------------------------------- | ---------- | ---------------- | -------------- | ---------------------- |
| BU02630000    | Kerkdriel                                      | 6500       | 215              | 213            | Locatie in de gemeente |
| BU02630001    | Velddriel                                      | 860        | 53               | 53             | Locatie in de gemeente |
| BU02630002    | Hoenzadriel                                    | 160        | 60               | 60             | Locatie in de gemeente |
| BU02630003    | Alem                                           | 560        | 26               | 26             | Locatie in de gemeente |
| BU02630006    | Verspreide huizen Noord Beemden                | 190        | 198              | 198            | Locatie in de gemeente |
| BU02630007    | Verspreide huizen Kerkdriel, Berm en Hoorzik   | 500        | 206              | 197            | Locatie in de gemeente |
| BU02630008    | Verspreide huizen Velddriel, Vlierd en Beemden | 440        | 723              | 720            | Locatie in de gemeente |
| BU02630009    | Verspreide huizen Maasdijk en Uiterwaarden     | 260        | 886              | 662            | Locatie in de gemeente |
| BU02630010    | Verspreide huizen Alem                         | 90         | 572              | 450            | Locatie in de gemeente |
| BU02630100    | Ammerzoden                                     | 3140       | 131              | 131            | Locatie in de gemeente |
| BU02630101    | Well                                           | 470        | 36               | 36             | Locatie in de gemeente |
| BU02630102    | Wellseind-Slijkwell                            | 320        | 76               | 74             | Locatie in de gemeente |
| BU02630108    | Verspreide huizen Het Heust                    | 180        | 426              | 389            | Locatie in de gemeente |
| BU02630109    | Verspreide huizen Uilecoten                    | 450        | 376              | 360            | Locatie in de gemeente |
| BU02630200    | Hedel                                          | 3230       | 153              | 148            | Locatie in de gemeente |
| BU02630208    | Verspreide huizen in het bouwgebied            | 1270       | 656              | 592            | Locatie in de gemeente |
| BU02630209    | Verspreide huizen in de polder Hedel           | 180        | 506              | 501            | Locatie in de gemeente |
| BU02630300    | Heerewaarden                                   | 1220       | 48               | 45             | Locatie in de gemeente |
| BU02630301    | Huizendijk, Voorne, De Kop en Veluwe           | 180        | 161              | 149            | Locatie in de gemeente |
| BU02630309    | Verspreide huizen Heerewaarden                 | 60         | 548              | 341            | Locatie in de gemeente |
| BU02630400    | Rossum                                         | 2110       | 140              | 113            | Locatie in de gemeente |
| BU02630401    | Hurwenen                                       | 640        | 77               | 71             | Locatie in de gemeente |
| BU02630408    | Verspreide huizen Hurwenen en Rossum           | 550        | 1070             | 875            | Locatie in de gemeente |
| BU02630409    | Overige verspreide huizen                      | 80         | 204              | 203            | Locatie in de gemeente |